# Franca Viola
Franca Viola, née le 9 janvier 1948 à Alcamo, est une femme Italienne devenue célèbre dans les années 1960 pour avoir refusé un « mariage réparateur » (en italien : matrimonio riparatore) avec son bourreau après avoir été enlevée et violée.
Elle est l'une des premières femmes italiennes à refuser publiquement d'épouser son violeur et à porter l'affaire devant la justice. Elle devient ainsi un symbole du progrès culturel et de l'émancipation des femmes dans l'Italie d'après-guerre. 

## Biographie

### Les fiançailles rompues et l'enlèvement
Franca Viola, fille de modestes métayers d'Alcamo, se fiance à quinze ans, avec le consentement de ses parents, à Filippo Melodia, de huit ans son aîné, membre d'une famille aisée et neveu d'un mafieux local. 
Six mois plus tard, le père de Franca Viola, Bernardo, rompt les fiançailles quand le fiancé est soupçonné par la justice de vol et appartenance à la mafia. Avec trois amis, celui-ci tente vainement de convaincre le père de revenir sur sa décision. Il se fiance alors à une autre jeune fille et part un an et demi en Allemagne de l'Ouest. 
À son retour, Filippo Melodia intensifie ses actes d'intimidation envers Bernardo Viola  (incendie de la ferme dans le domaine Mezzatesta le 28 mai, destruction de 500 vignes le 28 juillet, divagation d'un troupeau dans les vignes et les plantations de tomates en octobre, menaces de mort si M. Viola ne quitte pas sous trois jours le domaine Mezzatesta) et contre le père du nouveau promis de Franca Viola qui rompt ces fiançailles.
Le 26 décembre 1965, Filippo Melodia et sept compagnons s'introduisent chez les Viola, molestent la mère de famille et enlèvent la fille. Il la détient dans une maison de campagne appartenant à sa famille puis chez sa sœur à Alcamo, et la viole à plusieurs reprises. En accord avec les forces de l'ordre, les Viola rencontrent les Melodia chez l'oncle maternel de Franca en faisant croire qu'ils étaient prêts à accepter le mariage réparateur qui aurait permis, selon la tradition sicilienne et la loi italienne, au ravisseur d'échapper à des poursuites judiciaires. Ayant identifié son lieu de détention, la police libère Franca et arrête Filippo Melodia et ses complices.

### Médiatisation et procès
Malgré les pressions, Bernardo Viola se constitue partie civile pour le procès contre Filippo Melodia et ses complices qui se tient en décembre 1966 à Trapani. 
Le procès eut un large écho en Italie, car le comportement de Viola se heurtait aux conventions sociales traditionnelles du sud de l'Italie, selon lesquelles une femme perdait son honneur si elle n'épousait pas l'homme avec lequel elle avait perdu sa virginité. L'affaire se distingue des autres cas de mariages par rapt par le refus de Franca Viola et de son père d'accepter la tradition du mariage réparateur, par l'absence de la honte qui s'abat habituellement sur la jeune fille et sa famille en perdant sa virginité hors des liens du mariage, par le non-recours à la vengeance de la famille pour laver l'honneur perdu, et par la résistance aux intimidations mafieuses. Ainsi écrit La Stampa : « pour la première fois non seulement une jeune fille en Sicile préféré être "déshonorée" plutôt qu'accepter la violence de l'homme mais surtout un père, au lieu de résoudre la question en épaulant un fusil et en se vengeant avec ses propres mains, a cru dans la force de la loi et dans celle de l'État. »
Ainsi, l'affaire, qui bénéficie d'une médiatisation nationale, nourrit un débat de société traitant de la permanence des traditions sexistes, et du pouvoir de contrôle social de la mafia. Ce premier refus d'un droit coutumier est, aux yeux de la presse, l'expression du passage des Siciliens d'un monde traditionnel vers le monde moderne rationnel.   
Ludovico Corrao, député indépendant de gauche et ancien maire d'Alcamo, est l'avocat des Viola. Face à lui, les avocats de la défense affirment que la fugue était consentie par Franca, qu'elle avait déjà eu des relations sexuelles avant l'enlèvement. Dans les journaux, Franca et son père sont décrits comme des héros alors que Filippo Melodia, ravisseur non par amour mais par amour-propre, incarne la mafia. La presse souligne le soutien de la population locale envers le ravisseur, considérant que l'affront d'avoir été rejeté par des plus pauvres que lui ne pouvait se laver que par ce mariage forcé, et que le battage médiatique rendait impossible le mariage de Franca avec un autre homme.  
Le procureur général requiert 22 ans de prison pour Melodia qui n'est condamné par le tribunal de Trapani qu'à 11 ans de prison, la tradition étant retenue comme circonstance atténuante. La peine a ensuite été ramenée à 10 ans puis deux ans de résidence surveillée près de Modène, en Émilie-Romagne. 
Le verdict est salué par la presse non catholique qui surnomme Franca Viola « la ragazza che disse di no ».
Le ministre Oronzo Reale propose au président de la République d'accorder une décoration honorifique à Bernardo Viola, soutenu en ce sens par le Corriere della Sera.

### Suites
Après le procès, Franca Viola épouse le 4 décembre 1968 Giuseppe Ruisi. Elle essaie d'échapper à la presse qui livre les épisodes de sa vie privée (mariage, maternité, déménagement à Monreale et son retour à Alcamo, au gré des déplacements professionnels de son mari). Cette pression médiatique et l'animosité d'une partie des habitants d'Alcamo font d'elle une « enterrée vivante ».
Filippo Melodia sort de prison en 1976 et est tué par des inconnus le 13 avril 1978, près de Modène, de deux coups de lupara.
En 1970, le réalisateur Damiano Damiani réalise le film Seule contre la mafia, avec Ornella Muti dans le rôle inspiré par Franca Viola.
Trois ans après le procès, l'avocat Fileccia considère que « le défi que cette fille a lancé à une mentalité populaire rétrograde, au mythe de l'honneur et du mariage réparateur, le courage de Bernardo Viola qui a osé s'opposer à la Mafia et qui a soutenu sa fille dans ce qu'on pourrait appeler un "choix de civilisation" n'ont pas eu d'effet » alors même qu'elle est devenue une héroïne nationale voire internationale. Ce difficile changement nourrit dans les journaux un discours fataliste sur l'immobilisme atavique sicilien.
Par la loi n°442 (5 août 1981), l'article 544 du Codice penale, qui mettait fin à toute poursuite pénale si l'auteur du viol épousait sa victime, est abrogé. Le viol reste un crime contre la morale publique et non contre la personne jusqu'en 1996.
Franca Viola est faite Grand officier de l'Ordre du Mérite de la République italienne le 8 mars 2014 par le président Giorgio Napolitano.